# Улица Ленина (Алатырь)
У́лица Ле́нина (ранее Симби́рская у́лица) — одна из главных улиц Алатыря, центральная меридиональная магистраль города. Проходит от центра города в южном направлении. На начальном участке улицы в основном сохранилась дореволюционная застройка. На улице располагается наибольшее количество памятников архитектуры среди улиц Алатыря.
Улица начинается от площади Октябрьской Революции, пересекает улицы Горшенина, Комсомола, Жуковского, Гончарова, Богдана Хмельницкого, Комиссариатскую, Академика Крылова. В конце улицы справа примыкает улица Володарского. Нумерация домов от площади Октябрьской Революции.

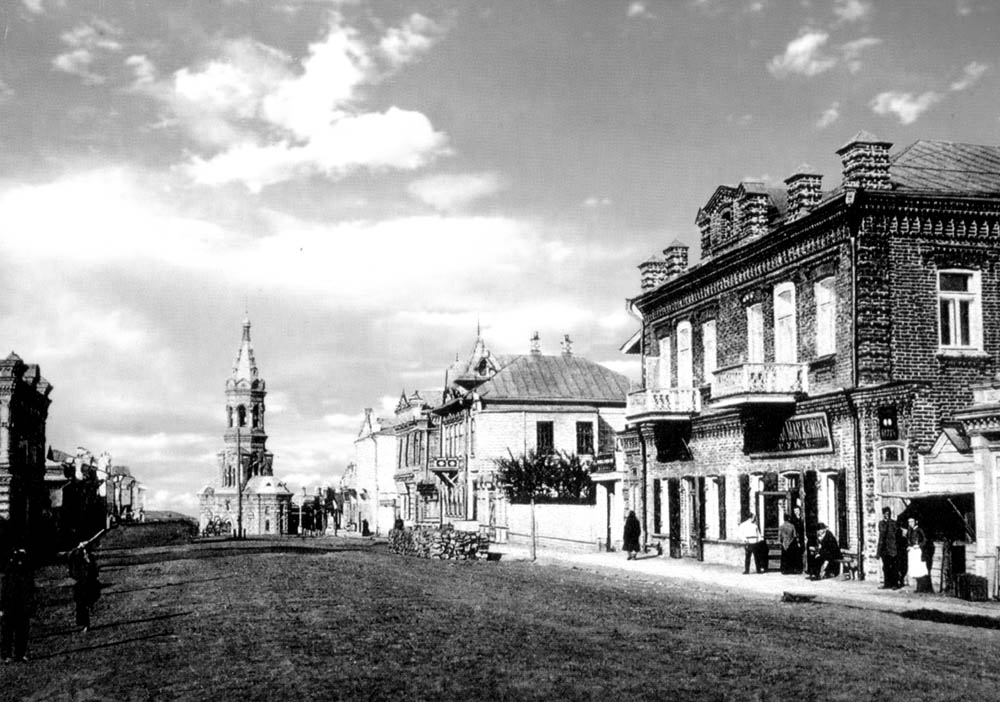
Алатырь. Симбирская улица (ныне улица Ленина). Фото начала XX века. Автор: Н.Н. Валухин

## История
Первоначальное название улица получила по городу Симбирску (Алатырь располагался в Симбирской губернии). Переименована в 1920-е годы в честь В. И. Ленина.

## Примечательные здания и сооружения

### От площади Октябрьской Революции до улицы Горшенина
Архитектурной доминантой начального участка улицы Ленина является колокольня Казанской церкви, находящейся на площади Октябрьской Революции (ранее Старобазарной) Колокольня находится в неудовлетворительном состоянии, в 2001 году пожаром была уничтожена деревянная шатровая крыша, не восстановленная до настоящего времени..
Кварталы по обе стороны улицы, согласно карте градостроительного зонирования, относятся к зоне охраны памятников истории и культуры.
По нечётной стороне
Дом 5 — двухэтажное здание торговой лавки, памятник архитектуры местного значения. Построено в 1900 году. В настоящее время в здании размещается военный комиссариат.
Дом 7 — каменный двухэтажный дом второй половины XIX века, памятник архитектуры местного значения. Помещения 1-го этажа предназначались для торговли, 2-го этажа — для проживания. Наружный фасад украшен пышным архитектурным декором в стиле эклектики.
Дом 17 — каменный двухэтажный дом второй половины XIX века, перестраивался в 1912 году (пристроено симметричное северное крыло). Памятник архитектуры местного значения.
Дом 25 (угол с улицей Горшенина, ранее Октябрьской, Александровской, Монастырской, Поперечной) — здание отделения Сбербанка. Ранее на этом месте располагался двухэтажный деревянный дом второй половины XIX века, памятник архитектуры местного значения. В доме в 1941—1942 годы располагался штаб 141-й стрелковой дивизии. Дом был уничтожен пожаром в 1990-е годы.
По чётной стороне
Дом 14 — каменный двухэтажный дом конца XIX века. Памятник архитектуры местного значения. Главный фасад дома насыщен декором в стиле эклектики. В настоящее время в здании размещается организация «Жилремстрой».
Дом 20 — каменный двухэтажный дом конца XIX века. Памятник архитектуры местного значения. В северной части дома размещается проездная арка. Архитектурный декор главного фасада выполнен из кирпича, характерен для эклектической архитектуры рубежа XIX—XX веков. С 1947 года — Дом пионеров. С 1982 года в здании размещается Алатырская детская художественная школа им. Н. Каменщикова.